# Don’t Look Down
| Совокупная оценка       | Совокупная оценка |
| Источник                | Оценка            |
| ----------------------- | ----------------- |
| Metacritic              | 58/100            |
| Оценки критиков         |                   |
| Источник                | Оценка            |
| Allmusic                | [ 3 ]             |
| HitFix                  | B-                |
| Knoxville News Sentinel | [ 5 ]             |
| Newsday                 | B-                |
| New York Post           | [ 7 ]             |
| Now                     | [ 8 ]             |
| The Oakland Press       | [ 9 ]             |
| Rolling Stone           | [ 10 ]            |
| Slant Magazine          | [ 11 ]            |
| USA Today               | [ 12 ]            |

Don’t Look Down (с англ. — «Не смотри вниз») — второй студийный альбом американской исполнительницы Skylar Grey, выпущенный 8 июля 2013 года на лейблах KIDinaKORNER и Interscope Records. Основными продюсерами альбома выступили Alex da Kid и J.R. Rotem. Исполнительным продюсером стал рэпер Eminem. Для записи некоторых песен были приглашены Big Sean, Eminem, Travis Barker и Angel Haze.

## Производство и запись
Изначально релиз альбома был намечен на осень 2011 года под названием Invinsible. Название было соединено из двух слов: invisible (с англ. — «невидимый») и invincible (с англ. — «непобедимый»). Идея соединения двух этих слов пришла рокеру Мэрилину Мэнсону (который также выступил в качестве приглашенного исполнителя). Однако, в итоге, альбом переименовали в Don’t Look Down. На Don’t Look Down попало только четыре песни, ранее записанных для Invinsible: одна из которых «Final Warning», издана промосинглом, а строка из второй песни «Tower», была использована для названия диска. Ранее выпущенные сингл «Dance Without You» и «Invisible» на альбом не вошли, как и «Can’t Haunt Me», записанная с Мэрилином Мэнсоном. В интервью для журнала Rolling Stone, в октябре 2012 года, Скайлар объявила, что Eminem станет одним из продюсеров альбома. Ранее Грей и Эминем сотрудничали над треками «I Need a Doctor» и «Our House». Также она сказала, что работала с продюсером J. R. Rotem.

## Синглы
- Главным синглом из альбома была выпущена песня «C’mon Let Me Ride», записанная совместно с рэпером Эминемом. Выход сингла и видеоклипа на него состоялся 11 декабря 2012 года[18]. Композиция достигла 33 места в чарте Pop Songs в США[19].
- Также 16 апреля 2013 года Скайлар выпустила сингл «Final Warning»[20]. Официальный клип на «Final Warning» вышел 14 мая 2013 года[21].
- «Wear Me Out» выпущен в качестве третьего сингла 4 июня 2013 года[22]. Видеоклип на сингл был выпущен 11 июня[23].
- Grey объявила, что «White Suburban» станет четвёртым синглом, выход которого состоялся 2 июля[24].
- В магазине iTunes в неделю выпуска альбома, песня «Tower (Don’t Look Down)» была объявлена синглом недели и стала промосинглом[25].

## Список композиций
| №   | Название                                                    | Автор(ы)                                                            | {{{extra_column}}}                | Длительность |
| --- | ----------------------------------------------------------- | ------------------------------------------------------------------- | --------------------------------- | ------------ |
| 1.  | «Back from the Dead» (при участии Big Sean и Travis Barker) | Holly Hafermann Jonathan Rotem Ross Golan Sean Anderson Barker      | J.R. Rotem Golan [a]              | 4:23         |
| 2.  | «Final Warning»                                             | Hafermann Alex da Kid                                               | Alex da Kid                       | 3:40         |
| 3.  | «Wear Me Out»                                               | Hafermann Rotem                                                     | Rotem                             | 3:30         |
| 4.  | «Religion»                                                  | Hafermann Rotem Ivan Corraliza                                      | Rotem Illfactor [a]               | 3:09         |
| 5.  | «C’mon Let Me Ride» (при участии Eminem)                    | Hafermann Alex da Kid Mike Del Rio Marshall Mathers Freddie Mercury | Alex da Kid                       | 3:38         |
| 6.  | «Love the Way You Lie Part III» (Original Demo)             | Hafermann Alex da Kid Mathers                                       | Hafermann                         | 4:11         |
| 7.  | «Sunshine»                                                  | Hafermann Alex da Kid Jayson DeZuzio                                | Alex da Kid DeZuzio Hafermann [a] | 3:46         |
| 8.  | «Pulse»                                                     | Hafermann Rotem DeZuzio                                             | Rotem Hafermann [a] DeZuzio [a]   | 3:39         |
| 9.  | «Glow in the Dark»                                          | Hafermann Alex da Kid Del Rio DeZuzio                               | Alex da Kid Del Rio Dezuzio       | 3:44         |
| 10. | «Shit, Man!» (при участии Angel Haze)                       | Hafermann Alex da Kid DeZuzio Angel Haze                            | Alex da Kid Dezuzio               | 3:27         |
| 11. | «Clear Blue Sky»                                            | Hafermann Alex da Kid                                               | Alex da Kid                       | 3:49         |
| 12. | «Tower (Don’t Look Down)»                                   | Hafermann Alex da Kid                                               | Alex da Kid                       | 4:02         |
| 13. | «Ticking Time Bomb»                                         | Hafermann Alex da Kid                                               | Alex da Kid                       | 4:14         |
| 14. | «White Suburban»                                            | Hafermann                                                           | Hafermann                         | 4:43         |

| №   | Название                                                    | Длительность |
| --- | ----------------------------------------------------------- | ------------ |
| 1.  | «Back from the Dead» (при участии Big Sean и Travis Barker) | 4:23         |
| 2.  | «Final Warning»                                             | 3:40         |
| 3.  | «Wear Me Out»                                               | 3:30         |
| 4.  | «Religion»                                                  | 3:09         |
| 5.  | «C’mon Let Me Ride» (при участии Eminem)                    | 3:38         |
| 6.  | «Sunshine»                                                  | 3:46         |
| 7.  | «Pulse»                                                     | 3:39         |
| 8.  | «Glow in the Dark»                                          | 3:44         |
| 9.  | «Shit, Man!» (при участии Angel Haze)                       | 3:27         |
| 10. | «Clear Blue Sky»                                            | 3:49         |
| 11. | «Tower (Don’t Look Down)»                                   | 4:02         |
| 12. | «White Suburban»                                            | 4:43         |

| №                   | Название                                                    | Длительность |
| ------------------- | ----------------------------------------------------------- | ------------ |
| 1.                  | «Back from the Dead» (featuring Big Sean and Travis Barker) | 4:22         |
| 2.                  | «Final Warning»                                             | 3:40         |
| 3.                  | «Wear Me Out»                                               | 3:28         |
| 4.                  | «Religion»                                                  | 3:08         |
| 5.                  | «C’mon Let Me Ride» (при участии Eminem)                    | 3:38         |
| 6.                  | «Weirdo»                                                    | 2:37         |
| 7.                  | «Sunshine»                                                  | 3:45         |
| 8.                  | «Pulse»                                                     | 3:38         |
| 9.                  | «Glow in the Dark»                                          | 3:44         |
| 10.                 | «Beautiful Nightmare»                                       | 3:29         |
| 11.                 | «Shit, Man!» (при участии Angel Haze)                       | 3:25         |
| 12.                 | «Clear Blue Sky»                                            | 3:49         |
| 13.                 | «Tower (Don’t Look Down)»                                   | 4:00         |
| 14.                 | «White Suburban»                                            | 4:41         |
| Общая длительность: | Общая длительность:                                         | 51:24        |

Использованные семплы
- «C’mon Let Me Ride» — «Bicycle Race», написанный Freddie Mercury[28].

## Чарты
| Чарт (2013)          | Пик позиция |
| -------------------- | ----------- |
| Canadian (Billboard) | 25          |
| US Billboard 200     | 8           |

## Персонал
Музыканты
- Skylar Grey — вокал

Дополнительные музыканты
- Travis Barker — барабаны (1 трек)
- Big Sean — вокал (1 трек)
- Eminem — вокал (5 трек)
- Angel Haze — вокал (10 трек)

Дополнительный персонал
- Alex da Kid — исполнительный продюсер
- Eminem — исполнительный продюсер
- Mike Del Rio — Продюсер (5, 9 треки)
- Jason DeZuzio — продюсер (7, 9 и 10 треки), сопродюсер (8 трек)
- Ross Golan — сопродюсер (1 трек)
- Skylar Grey — продюсер (10 трек), сопродюсер (6-8 треки)
- Ill Factor — сопродюсер (4 трек)
- J.R. Rotem — продюсер (треки 1, 3, 4 и 8)

## История релиза
| Страна         | Дата          | Формат                   | Лейбл                    |
| -------------- | ------------- | ------------------------ | ------------------------ |
| Бельгия        | 5 июля, 2013  | Цифровая дистрибуция     | Universal Music          |
| Италия         | 5 июля, 2013  | Цифровая дистрибуция     | Universal Music          |
| Нидерланды     | 5 июля, 2013  | Цифровая дистрибуция     | Universal Music          |
| Испания        | 5 июля, 2013  | Цифровая дистрибуция     | Universal Music          |
| Великобритания | 8 июля, 2013  | Цифровая дистрибуция     | Interscope Records       |
| Канада         | 9 июля, 2013  | Цифровая дистрибуция     | CD                       |
| США            | 9 июля, 2013  | CD, Цифровая дистрибуция | KidinaKorner, Interscope |
| США            | 10 июля, 2013 | CD + автограф Snapback   | KidinaKorner, Interscope |
| Австралия      | 12 июля, 2013 | CD                       | Universal Music          |